# 四线石龙子
四线石龙子（学名：Plestiodon quadrilineatus）为石龙子科石龙子属的爬行动物。分布于泰国、柬埔寨、越南以及中国大陆的广西、广东、海南、香港等地。该物种的模式产地在香港。其种加词“quadrilineatus”意为“四条线纹”。

## 保护
本种于2023年被收录入《有重要生态、科学、社会价值的陆生野生动物名录》。